# Uma Vida à Espera
Uma Vida à Espera é um filme português de drama, realizado e produzido por Sérgio Graciano. Estreou-se em Portugal a 18 de maio de 2017.

## Sinopse
O filme gira à volta de um homem, que aparenta ser uma pessoa bem sucedida, que decide passar a sua vida num banco de jardim, junto com os seus poucos pertences. Escreve uma carta ao seu filho, e fica à espera de uma resposta, durante uma vida.

## Elenco
- Miguel Borges como homem
- Isabel Abreu como mulher
- José Martins como Dr. Ernesto
- José Mata como carteiro
- Afonso Pimentel como rapaz
- Carla Maciel como senhora
- Francisco Antunez como visitante
- Adelina Guerra como velha
- Gabriela Resende como miúda